# Ajimez

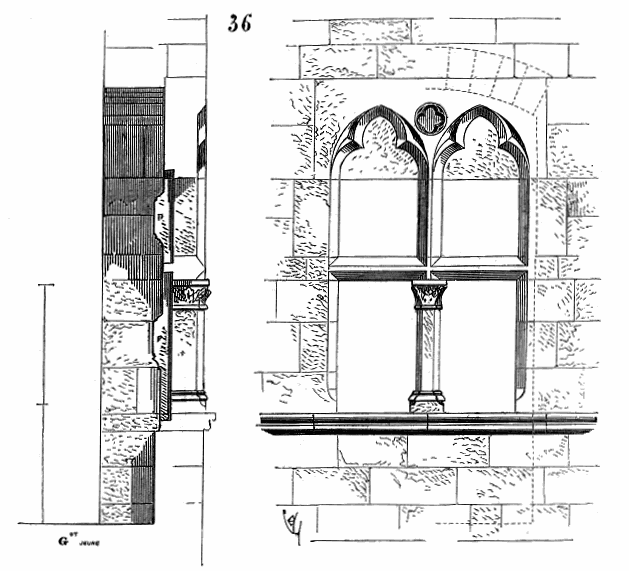
Ajimez.

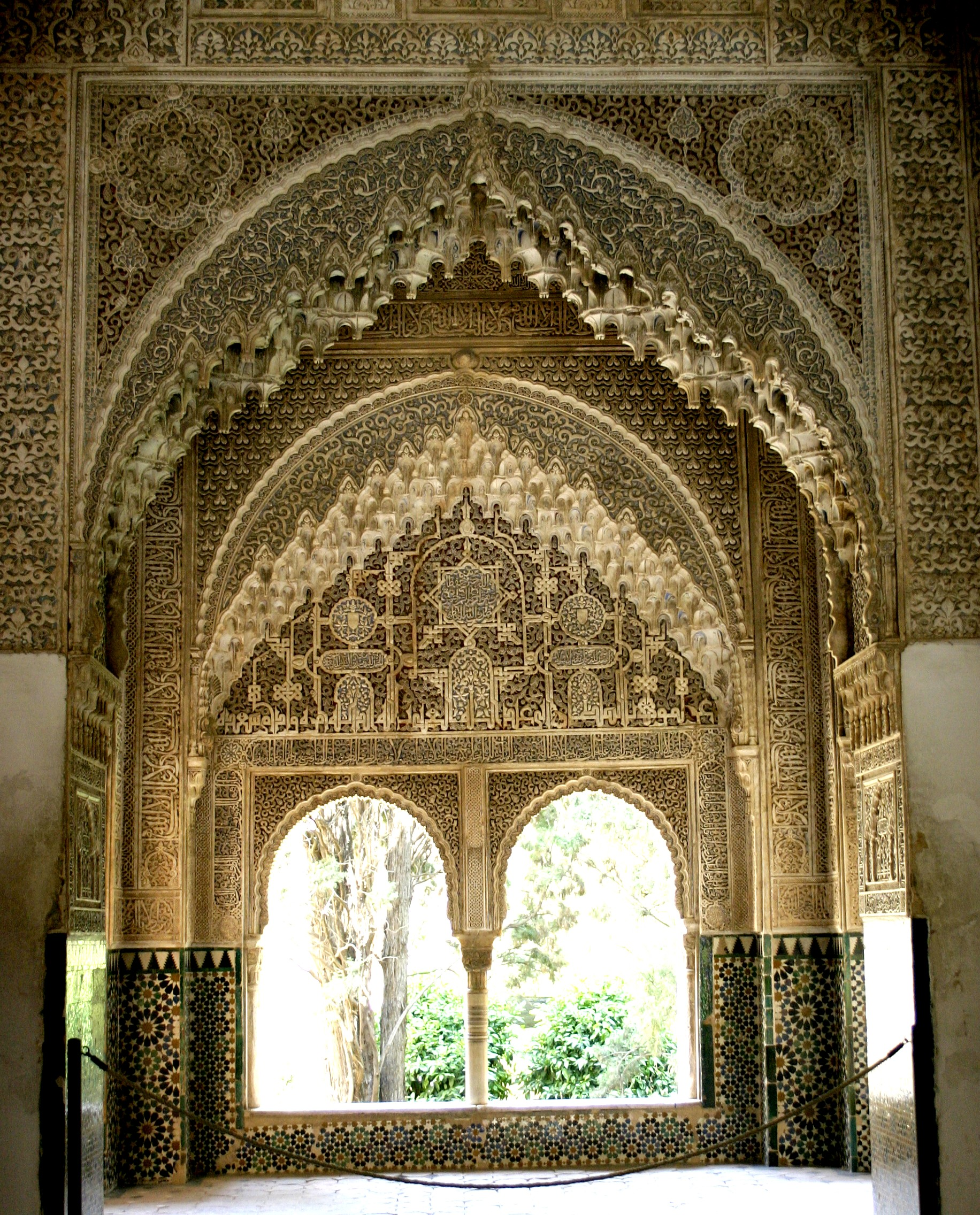
Mirador de Daraxa visto desde la sala de los Ajimeces en la Alhambra, Granada, España.

El ajimez, palabra que viene del árabe al-šimāsa, es una ventana de dos aberturas que está dividida verticalmente en dos partes iguales mediante una pequeña columna o pilastrilla llamada mainel o parteluz, sobre la que se apoyan dos arcos, generalmente de medio punto o apuntados. A veces está enmarcada por otro arco, y en el espacio entre los arcos se inserta una decoración, un escudo de armas o una abertura circular. La palabra proviene del arábigo español šamís. 
El Diccionario de la Academia da un segundo sentido a la palabra: «Saledizo o balcón saliente hecho de madera y con celosías».

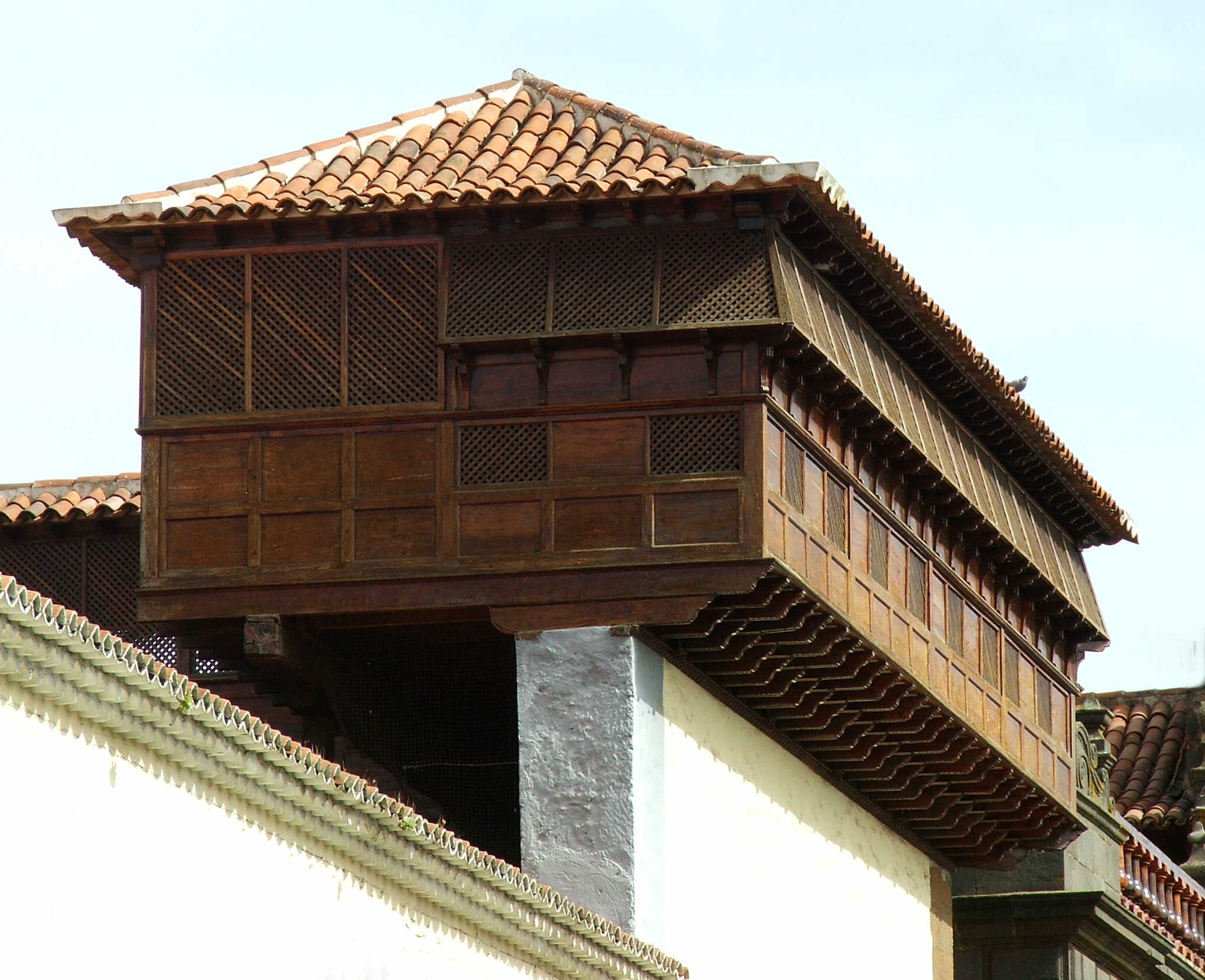
Ajimez del Convento de Santa Catalina de Siena, en La Laguna (Tenerife).

También se conoce como ventana geminada —adjetivo que se refiere a un objeto formado por dos elementos iguales o bien distintos colocados en parejas— y, en ámbitos de habla catalana, como bífora o ventana biforada. Por analogía, el mismo tipo de ventana con tres aberturas se denomina trífora, o ventana triforada, y el de cuatro, quadrífora.
Las bíforas y las tríforas aparecen a partir de la Antigüedad romana, y se convierte en elemento frecuente en la arquitectura paleocristiana y bizantina. En la península ibérica, se conoce en la arquitectura visigoda y prerrománica. Pasa también a la arquitectura islámica, de donde viene el nombre de Ajimez.
Hueco típico de la arquitectura medieval, en la arquitectura románica y gótica se convirtió en motivo ornamental de ventanas y campanarios. También se usó a menudo en época renacentista, aunque más adelante fue abandonada como elemento constructivo, para volver a ponerse de moda en el siglo XIX, en el período ecléctico, con el redescubrimiento de los estilos antiguos (neogótico,  neorrenacentista, etc.).

## Algunos ejemplos

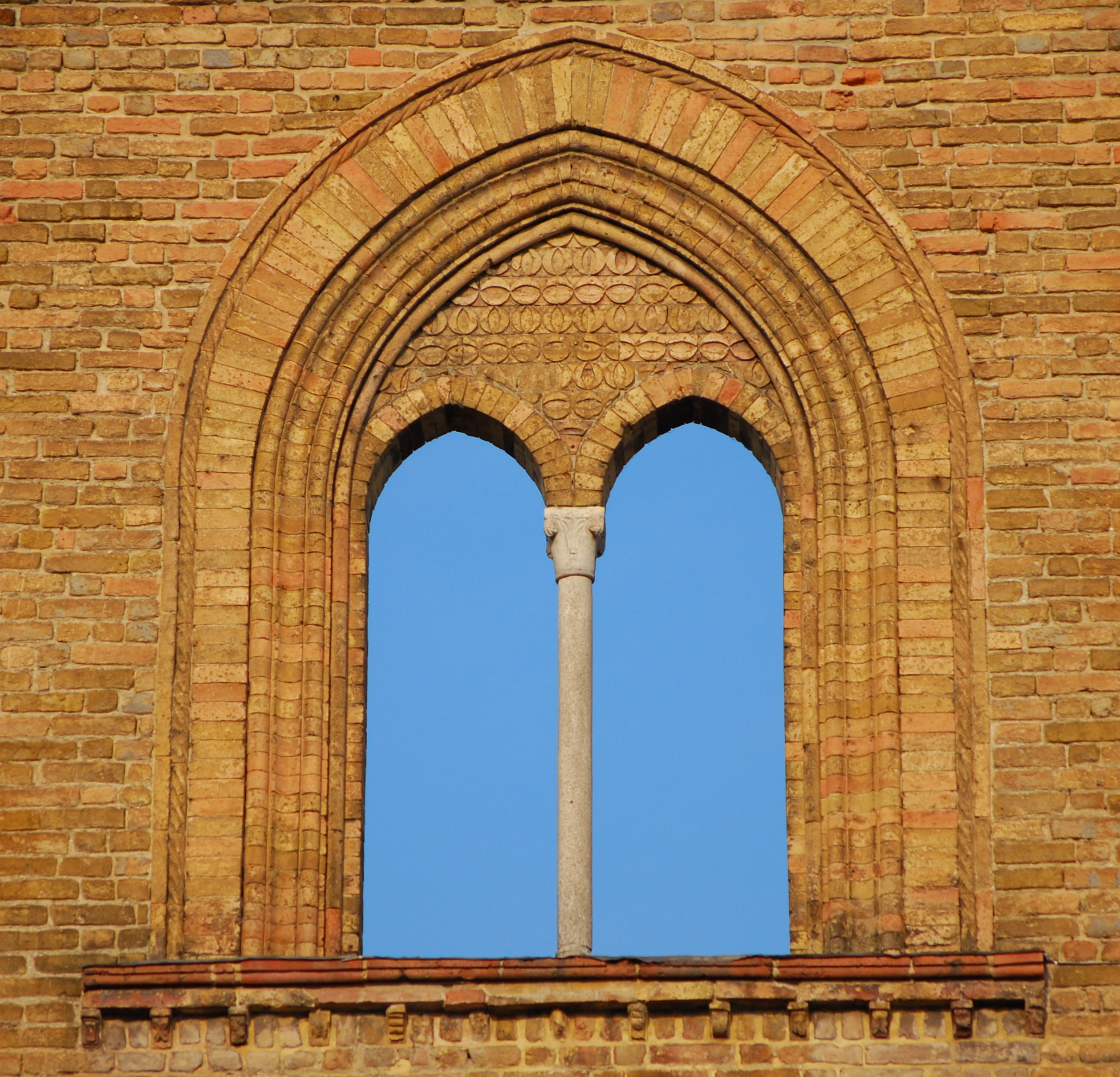
Una bífora gótica a cielo aperto, iglesia de San Francisco, Lodi (Italia)
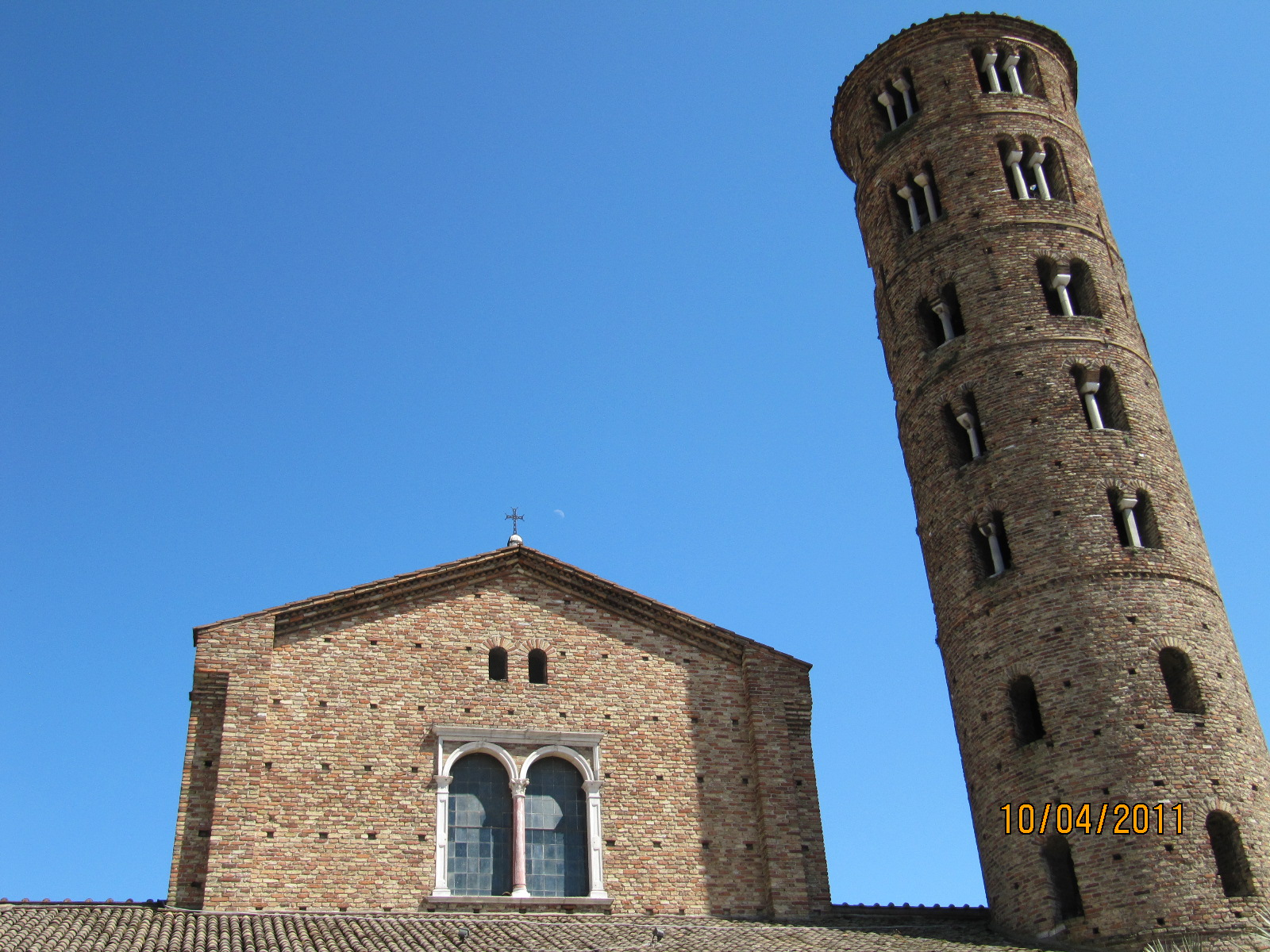
Bíforas paleocristianas, del basílica de San Apolinar el Nuevo en Rávena. Siglo VI.
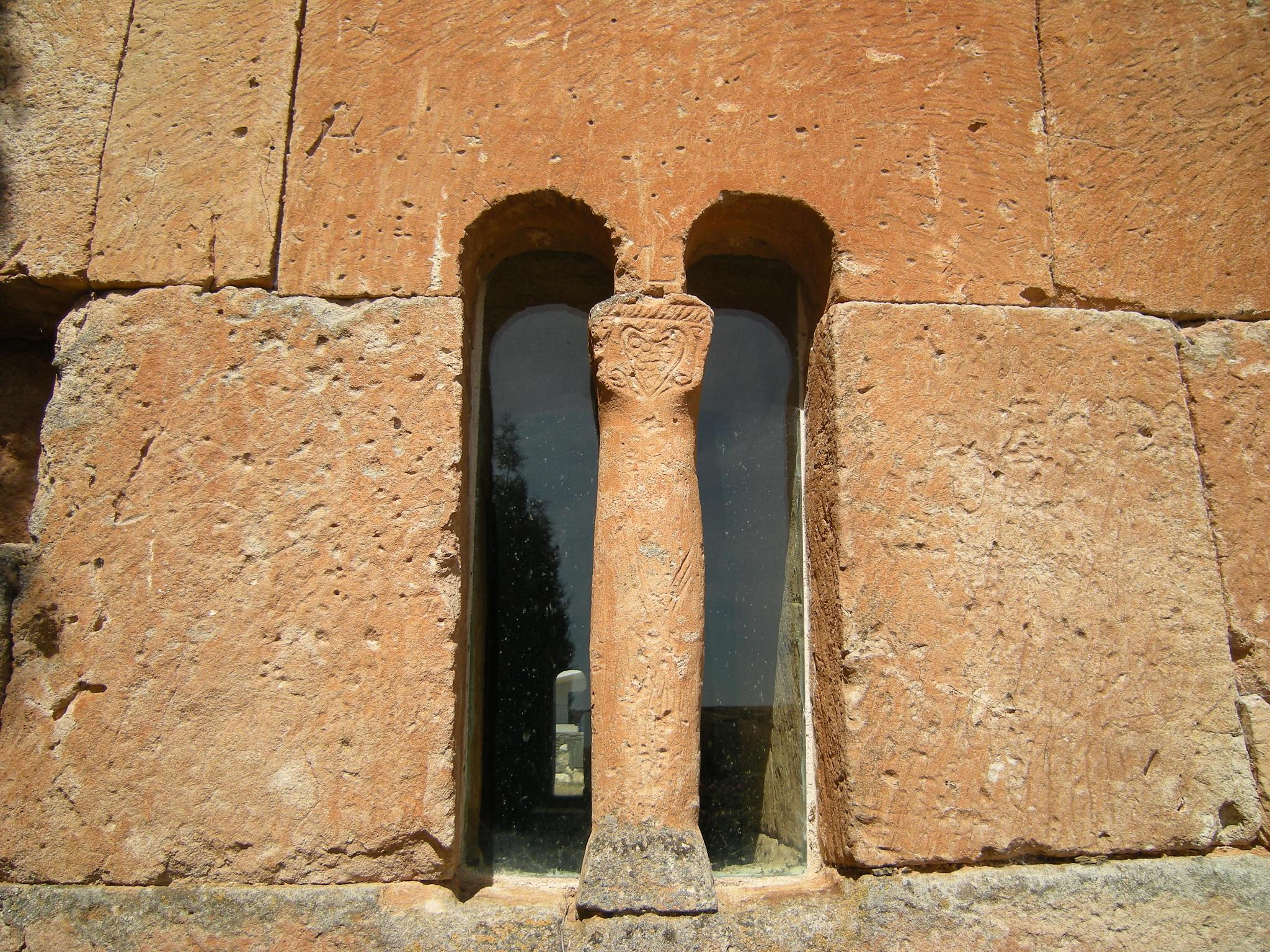
Una bífora visigoda, en el iglesia de San Pedro de la Nave (El Campillo), del siglo VII.
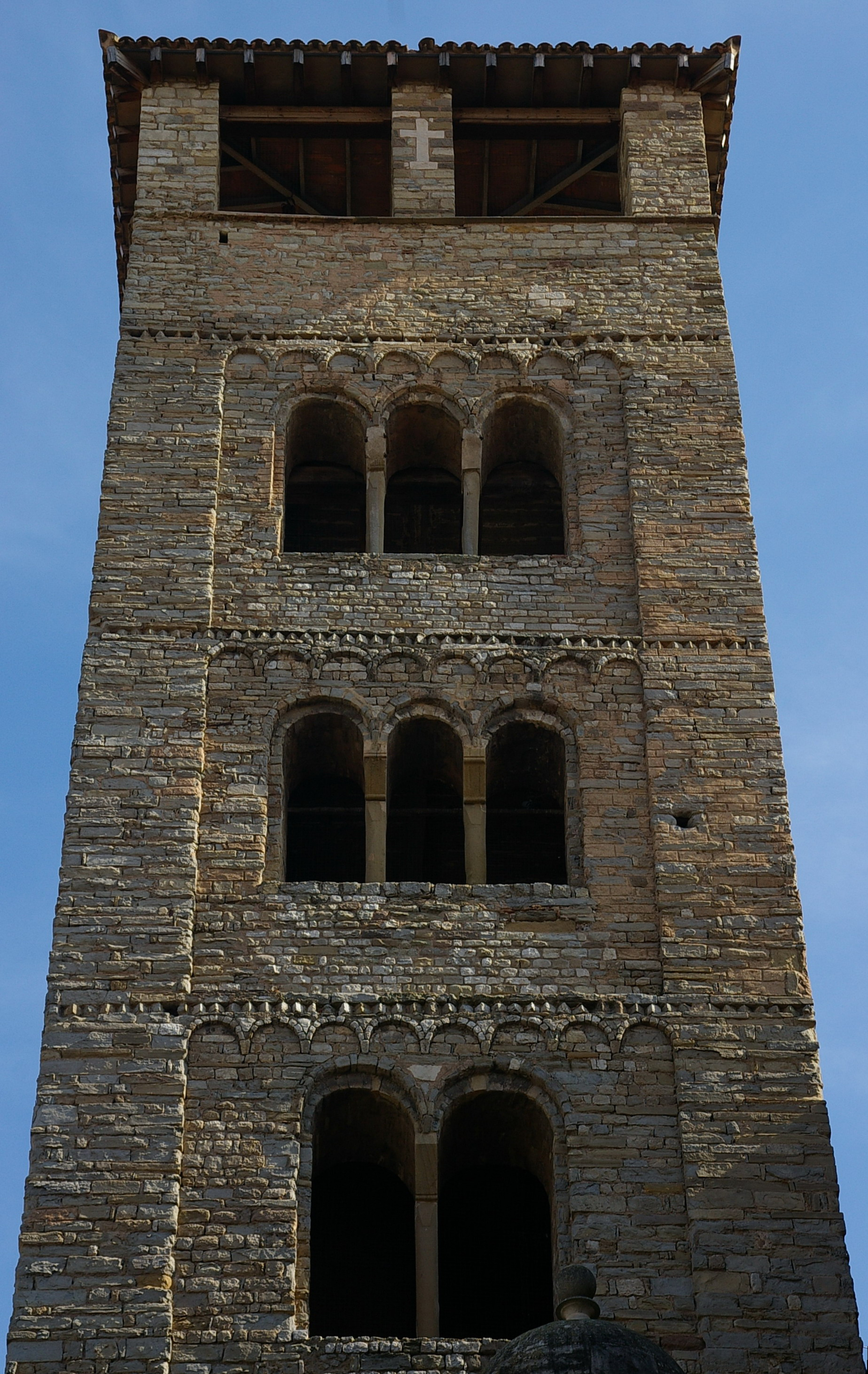
Tríforas y bíforas románicas en el campanario de la catedral de Vich (Barcelona, España)
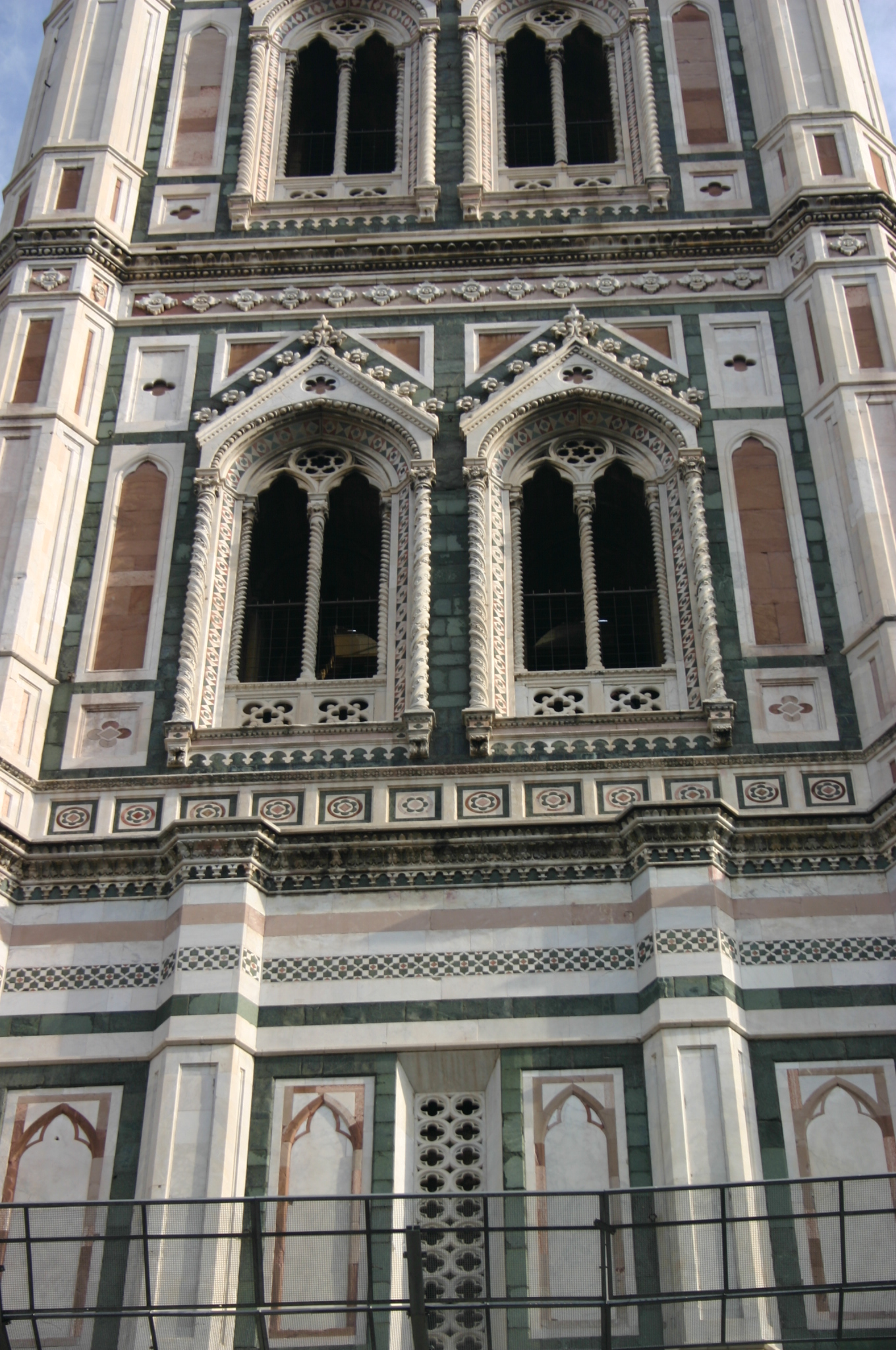
Bífora del campanile de Giotto en Florencia
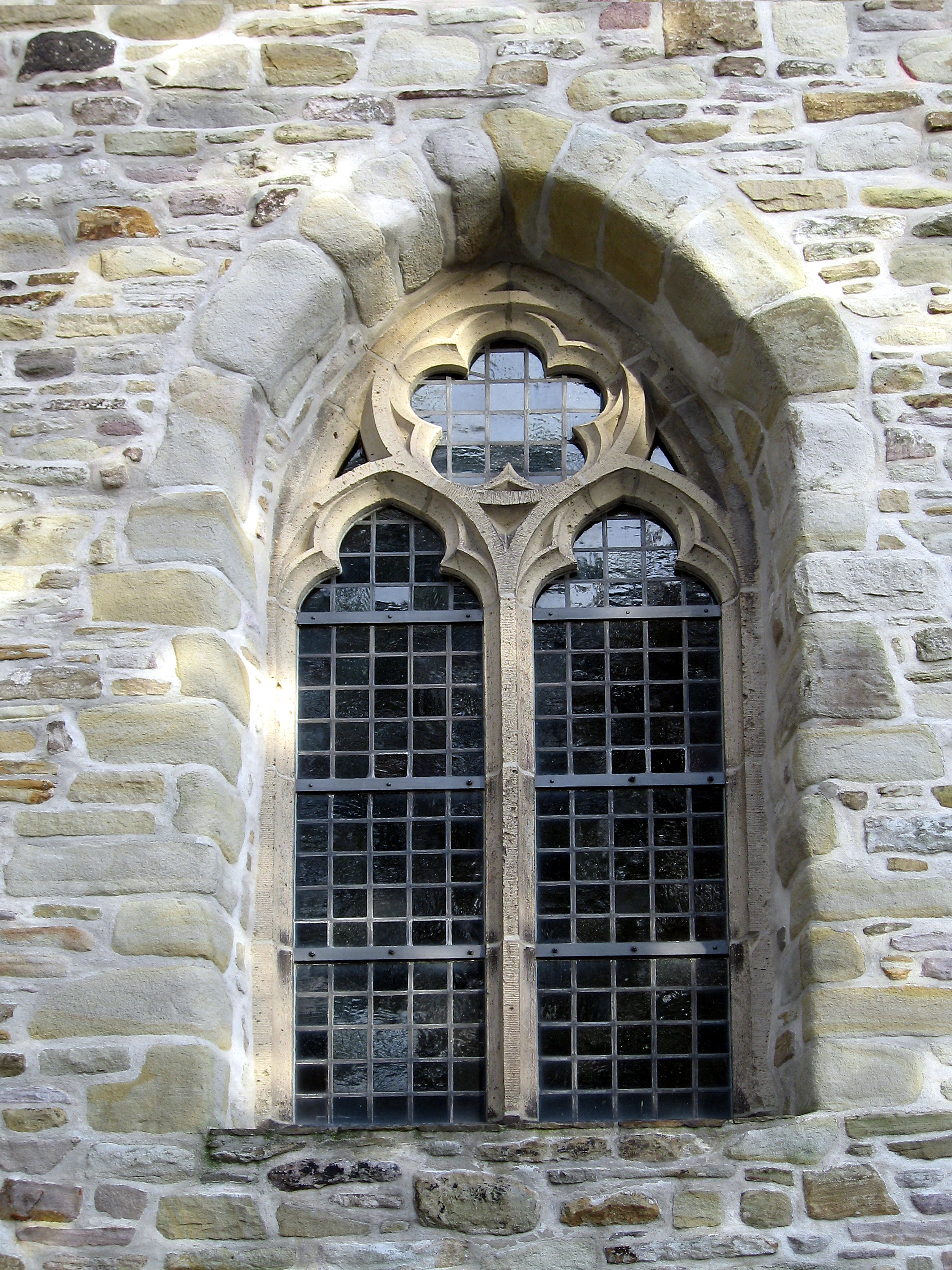
Una bífora gótica, Westfassade, Südschiff
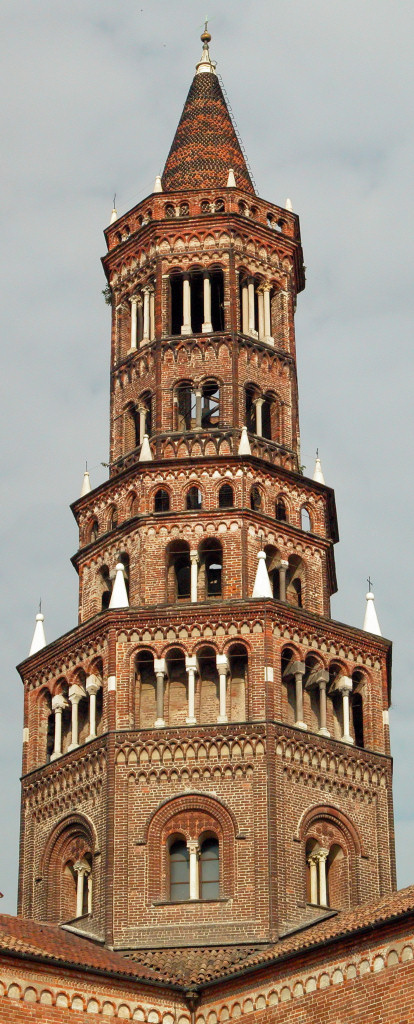
Cuadríforas, tríforas y bíforas en la Ciribiciaccola de la abadía de Chiaravalle
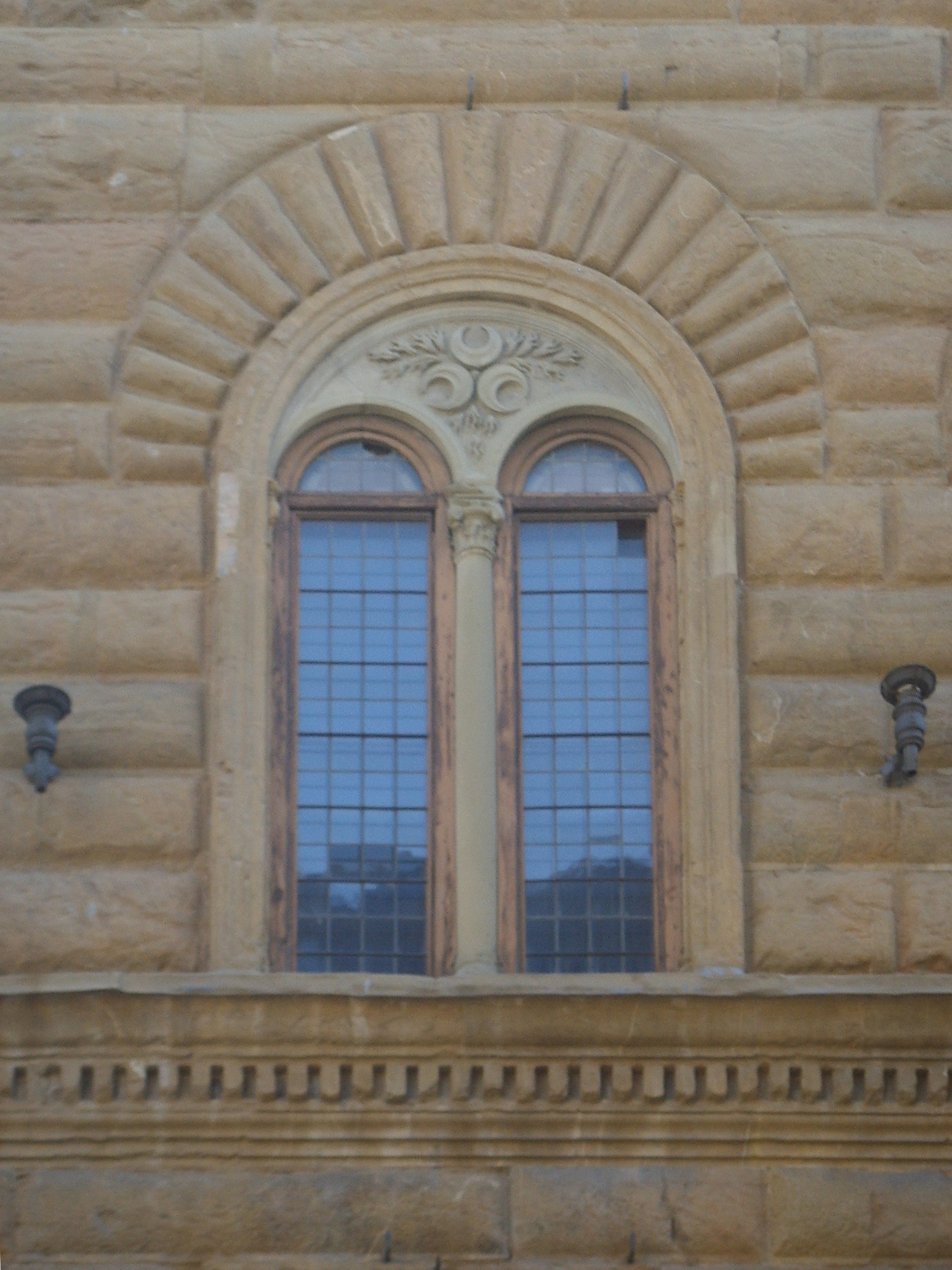
Una bífora renacentista en el Palazzo Strozzi, en Florencia
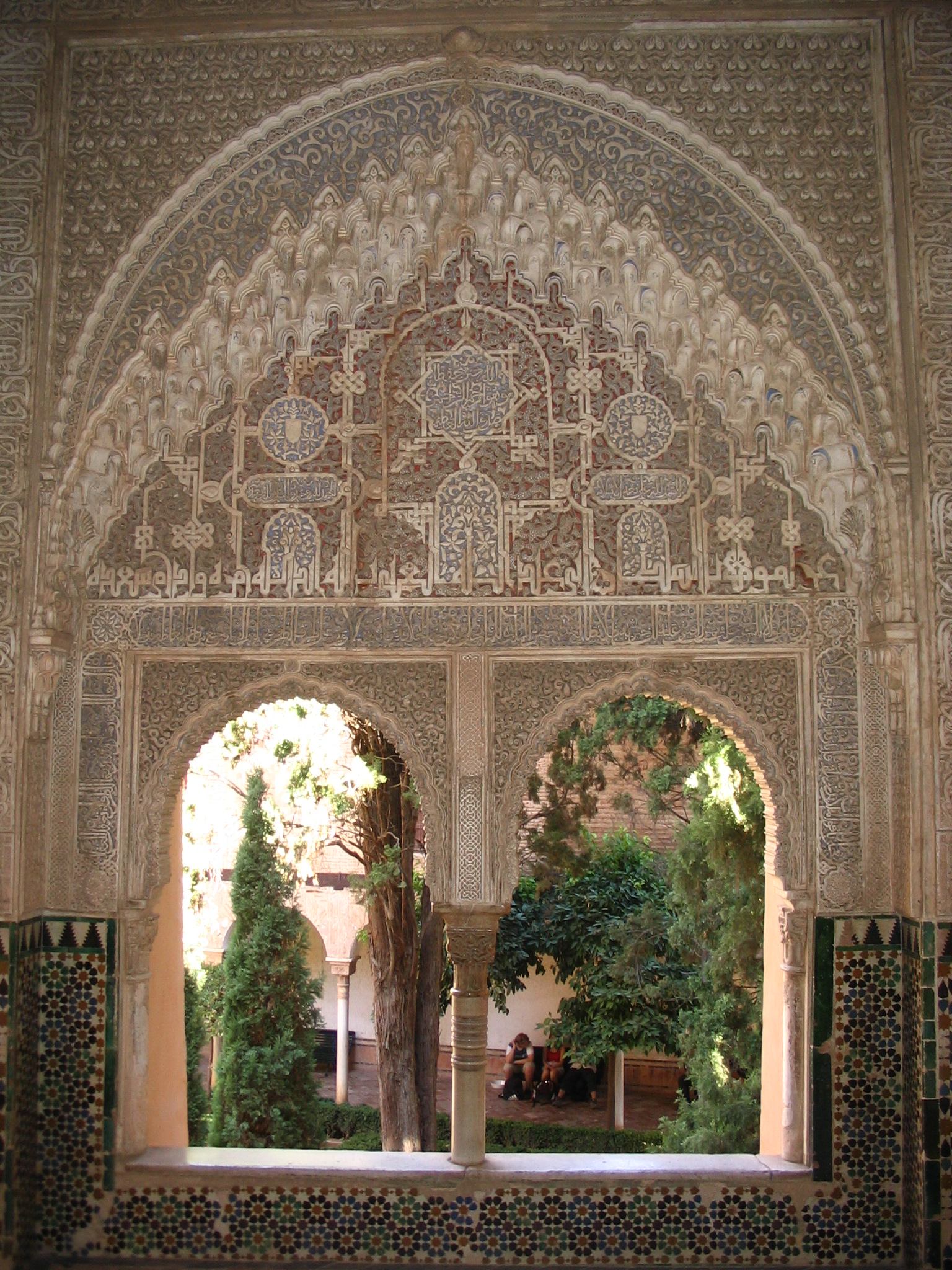
Una bífora morisca en la Alhambra de Granada
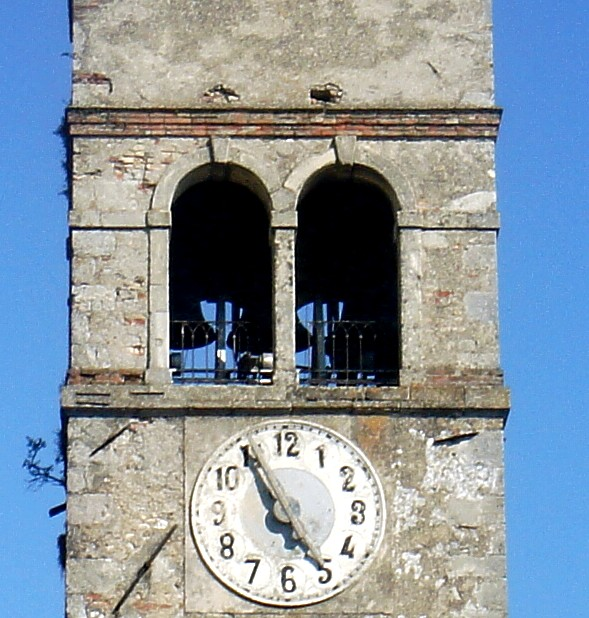
Bífora de la torre medieval de Castello Roganzuolo
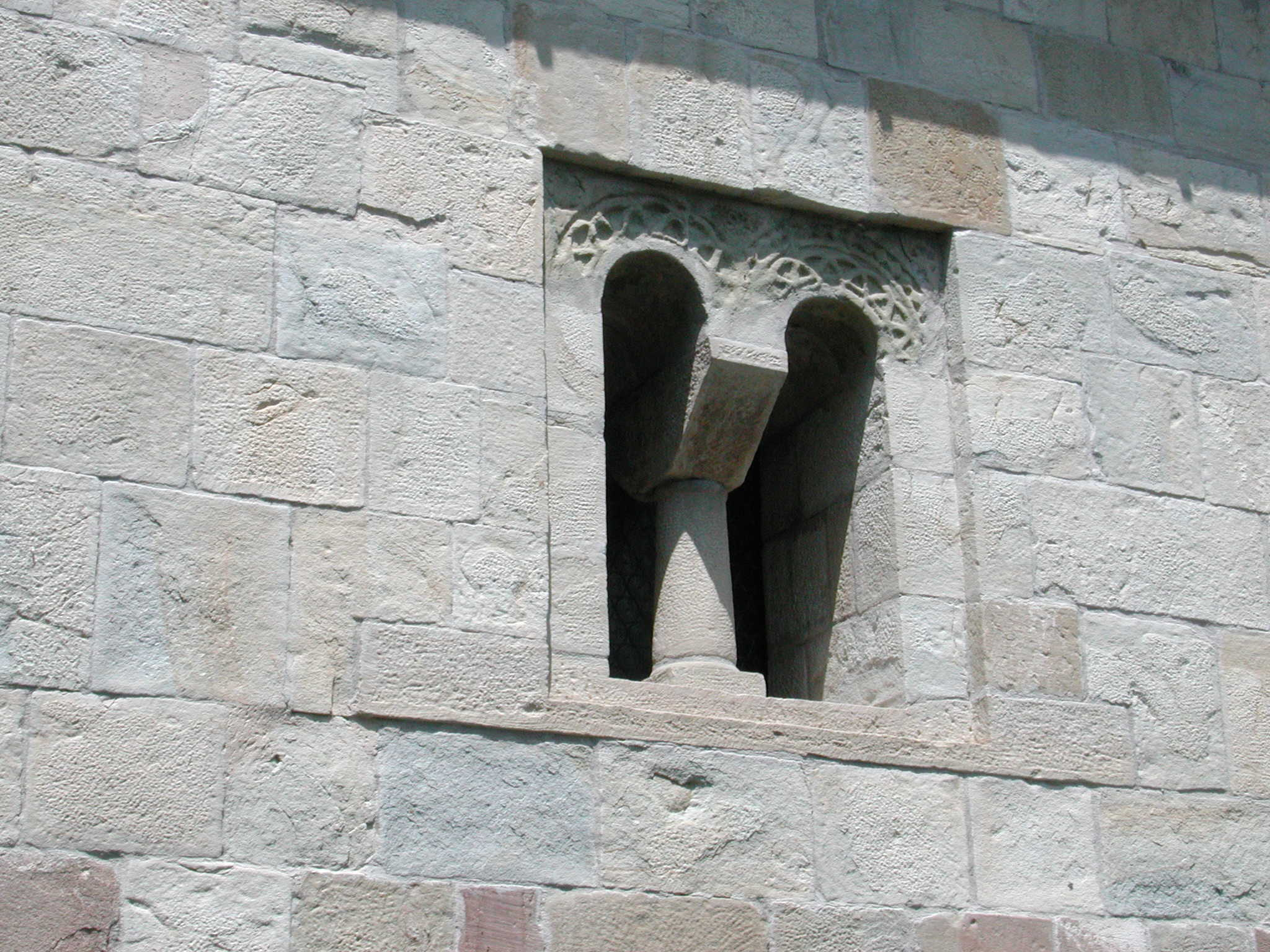
Una bífora románica, Casina, Oratorio de Beleo
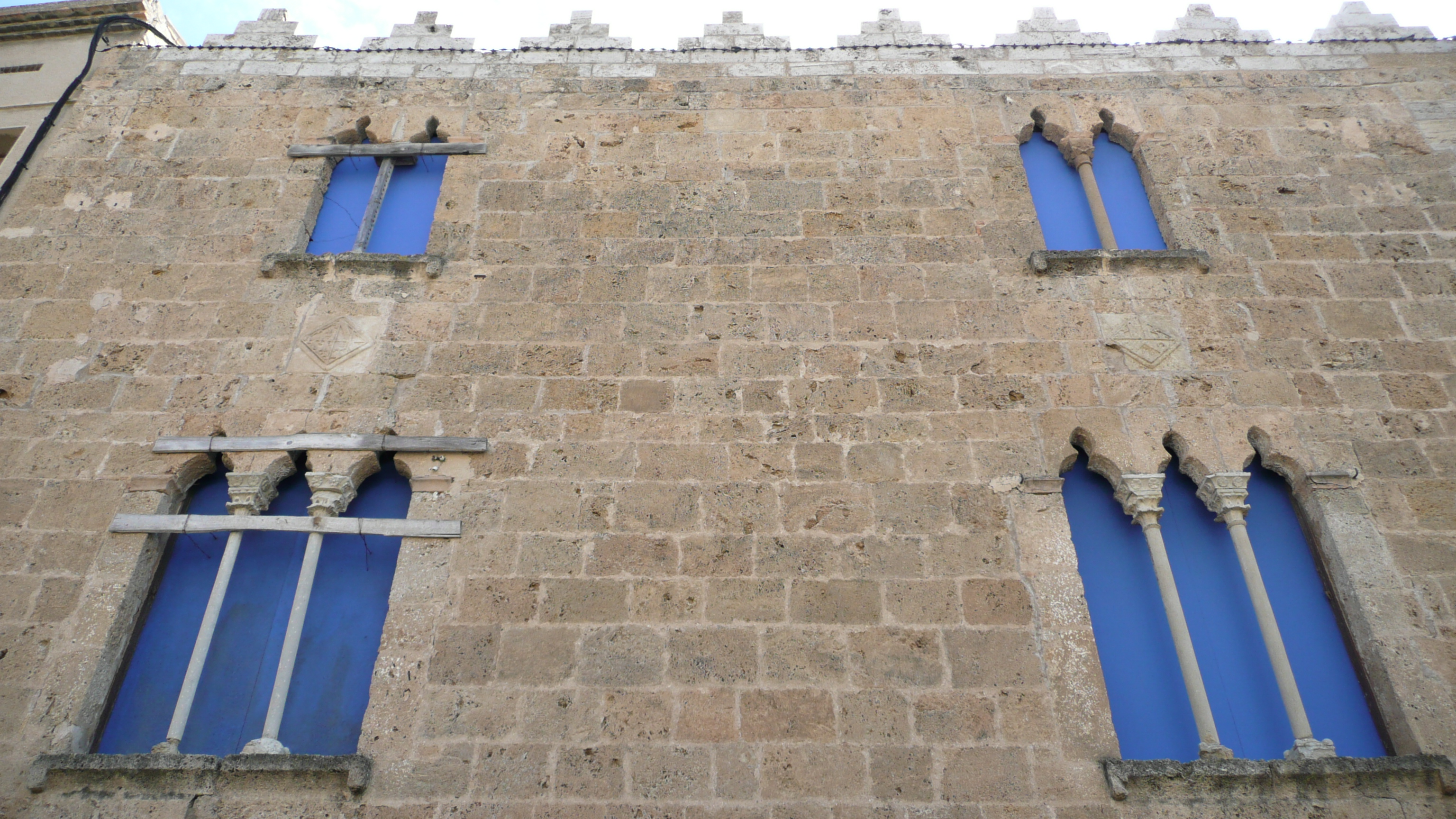
Bíforas y tríforas góticas en el palacio del Marques de Llió, en San Pedro de Riudevitlles (Alto Penedés)
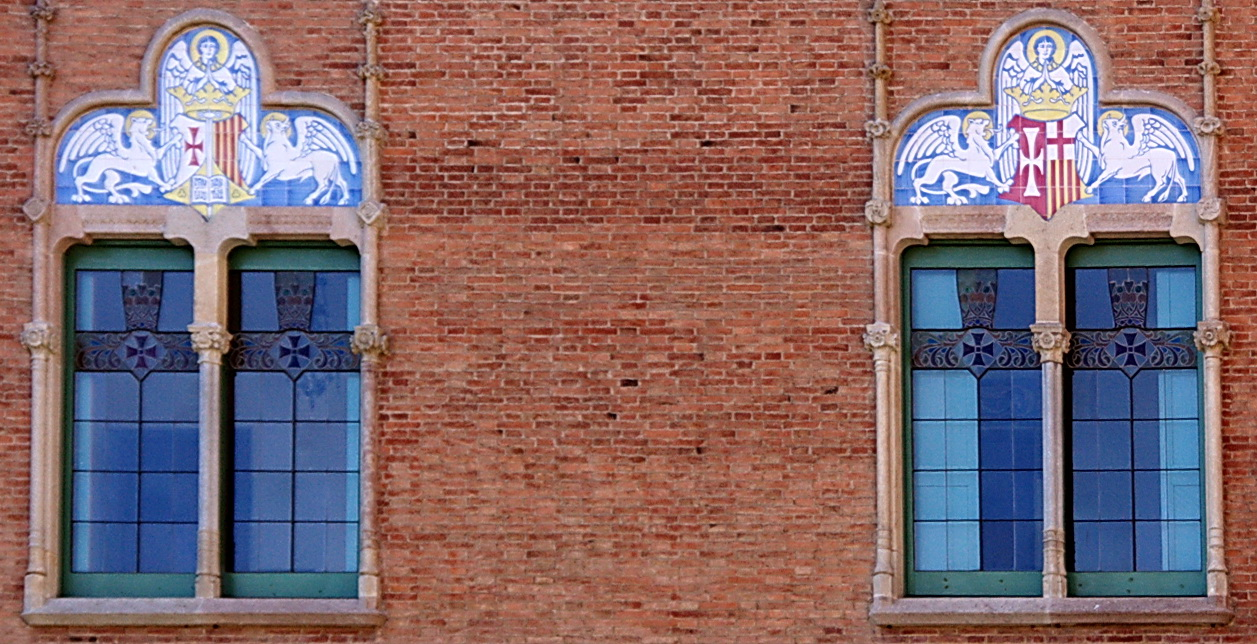
Bíforas del Hospital de la Santa Cruz y San Pablo, en Barcelona
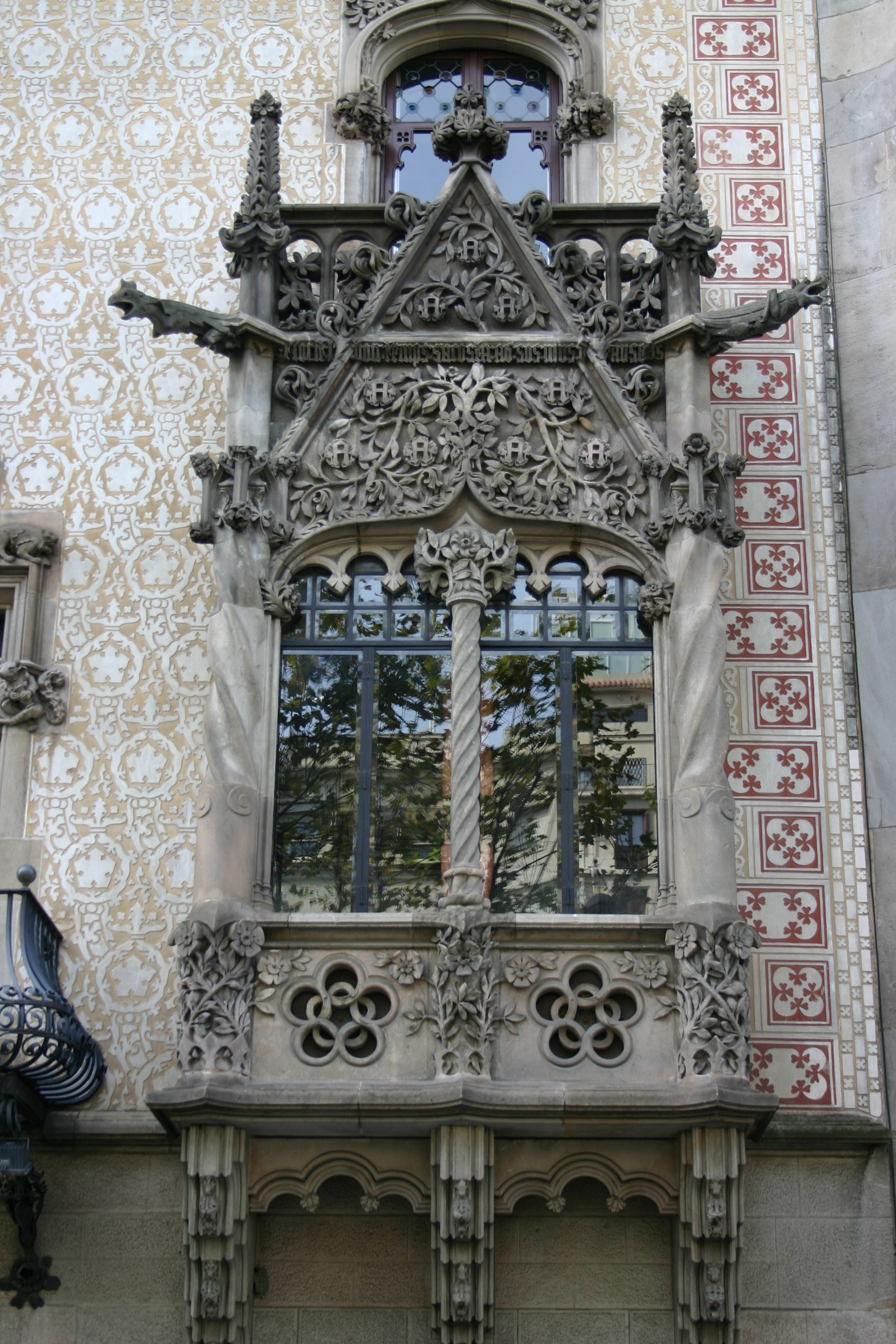
Ajimez de la casa Amatller